# Kudzanai Chiurai

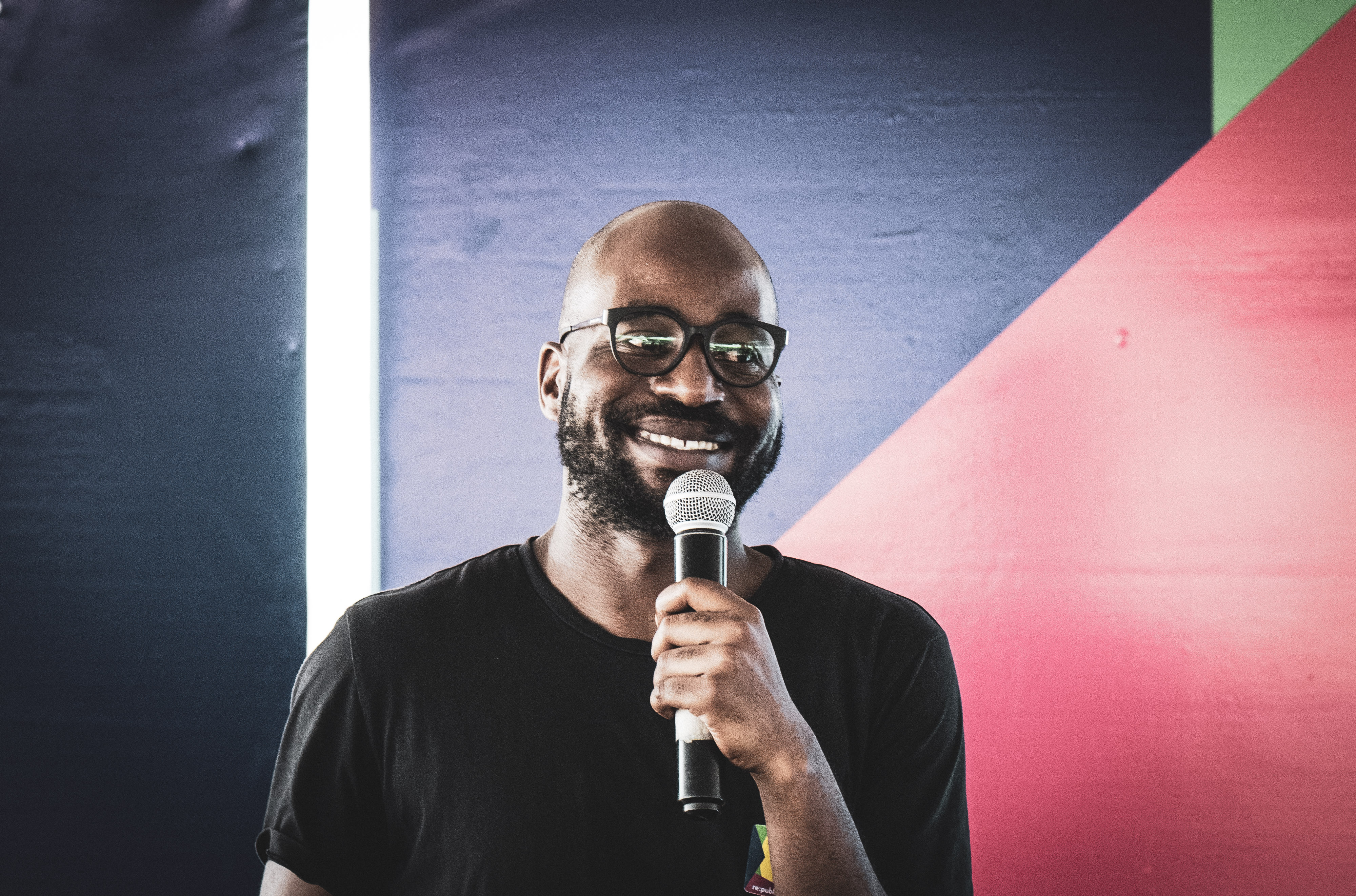
Chiurai, 2018

Kudzanai Chiurai (Salisbury, hoy Harare, 1981) es un artista contemporáneo (fotógrafo, pintor, poeta) y activista zimbabuense que vive en Sudáfrica.

## Trayectoria
Estudió bellas artes en la Universidad de Pretoria. Su primera exposición en solitario roló por el MoMA de Nueva York, el Museum für Moderne Kunst de Fránkfurt, el Museo de Victoria y Alberto de Londres o la documenta de Kassel.
Su película “Iyeza” se exhibió en 2013 en el Festival de Sundance.